# 6457 Kremsmünster
6457 Kremsmünster eller 1992 RT är en asteroid i huvudbältet som upptäcktes den 2 september 1992 av de båda tyska astronomen Freimut Börngen och Lutz D. Schmadel vid Tautenburg-observatoriet. Den är uppkallad efter klostret Kremsmünster i Österrike.
Asteroiden har en diameter på ungefär 7 kilometer och den tillhör asteroidgruppen Koronis.